# Mantellinae
Mantellinae – podrodzina płazów bezogonowych z rodziny mantellowatych (Mantellidae). 

## Zasięg występowania
Podrodzina obejmuje gatunki występujące na Madagaskarze.

## Podział systematyczny
Do podrodziny należą następujące rodzaje:
- Blommersia Dubois, 1992
- Boehmantis Glaw & Vences, 2006 – jedynym przedstawicielem jest Boehmantis microtympanum (Angel, 1935)
- Gephyromantis Methuen, 1920
- Guibemantis Dubois, 1992
- Mantella Boulenger, 1882
- Mantidactylus Boulenger, 1895
- Spinomantis Dubois, 1992
- Tsingymantis Glaw, Hoegg & Vences, 2006 – jedynym przedstawicielem jest Tsingymantis antitra Glaw, Hoegg & Vences, 2006
- Wakea Glaw & Vences, 2006 – jedynym przedstawicielem jest Wakea madinika (Vences, Andreone, Glaw & Mattioli, 2002)